# Instruction générale relative à l'état civil
Une instruction générale relative à l'état civil est une instruction ministérielle du ministre français de la Justice qui tend à « regrouper en un seul document les dispositions législatives et règlementaires, circulaires et décisions jurisprudentielles relatives à l'état civil » et à son administration.
La première instruction générale de ce type a été émise le 21 septembre 1955.
Par la suite, elle a été modifiée à de nombreuses reprises : le 23 décembre 1955, le 6 août 1956, le 29 juillet 1957, le 5 décembre 1957, le 25 mars 1958, le 5 février 1959, le 20 mai 1960, le 12 avril 1962, le 12 avril 1966, le 15 juillet 1966, le 19 février 1970, le 13 août 1970, le 26 avril 1974, le 5 juillet 1974, le 4 août 1974, et rectificatif du 27 septembre 1974, le 23 décembre 1976, le 31 janvier 1978, et rectificatif du 2 mai 1978, le 12 novembre 1980, le 22 mars 1983 (non paru au JO), le 10 juillet 1987, et rectificatif du 31 octobre 1987, le 11 mai 1999 (révision intégrale, remplaçant les précédentes instructions, devenues obsolètes), le 29 mars 2002, le 2 novembre 2004, le 28 octobre 2011 et le 23 juillet 2014.

## Principales dispositions

### Accès aux actes de naissance, mariage et décès dans le cadre d'une recherche généalogique
L'alinéa numéro 72 renvoie au décret du 3 août 1962 qui précise dans son article 9 dans quelles conditions les différents actes (naissance, mariage, décès) peuvent être délivrés. On notera notamment que les actes de décès ne sont pas soumis à la prescription de 75 ans. 
Toute personne effectuant des recherches généalogiques, notamment et classiquement sur ses ascendants directs proches dont les actes sont couverts par la prescription de 75 ans, pourra faire état de ce texte à portée juridique afin de se faire délivrer les documents souhaités de la part de la mairie ou de l'établissement contacté.